# Blinda
En el ámbito militar, blinda es una especie de ensamblado compuesto de cuatro piezas de madera redondas o cuadradas. Las dos de cinco o seis pies de largo y las otras dos como de tres, y tres o cuatro pulgadas de diámetro. 
Las más largas están adelgazadas por los extremos y la punta es como de quince pulgadas. Se plantan estos ensamblados de ambos lados de la trinchera o de cualquier otro puesto de defensa que se quiere cubrir y se ponen encima zarzos o fajinas, cubriéndolas con tierra.